# Huguette Dreyfus
Huguette Dreyfus (Mulhouse, 30 novembre 1928 – Issy-les-Moulineaux, 16 maggio 2016) è stata una clavicembalista francese.

## Biografia
Huguette Dreyfus ha iniziato lo studio del pianoforte all'età di quattro anni. Nel 1946 lavorò con Lazare Lévy. Nel 1950, dopo aver appreso che Norbert Dufourcq teneva un corso speciale su Bach, in occasione del bicentenario della sua morte, nella classe di storia della musica del Conservatorio Nazionale di Musica e Danza di Parigi, si è unì a questa classe, rimanendo per quattro anni. Studiò contemporaneamente clavicembalo all'Accademia Chigiana di Siena, con Ruggero Gerlin, egli stesso allievo di Wanda Landowska. Alcuni anni più tardi, vinse il Concorso Internazionale di Ginevra di clavicembalo nel 1958 e diventò una delle figure chiave della rinascita della musica antica, contribuendo a poco a poco ad una vera e propria rinnovata popolarità del clavicembalo in Francia. L'eleganza e la qualità inimitabile del suo modo di suonare accompagnano una sensibilità delicata, una profondità di sentimento di cui la sua musica si nutre.
Il suo strumento preferito è un clavicembalo di Hemsch, famoso costruttore di clavicembali tedesco che aveva lavorato a Parigi ed i cui strumenti, tra i migliori costruiti nel XVIII secolo, sono spesso considerati di pari qualità a quelli di Blanchet, di cui ella possiede uno strumento originale (di Nicolas Blanchet, privo di data, circa 1715).
Ha insegnato presso la Schola Cantorum, alla Sorbona di Parigi, presso il Conservatorio Nazionale di Musica e Danza di Lione e al Conservatorio Regionale di Rueil-Malmaison. Ha anche insegnato come parte dell'Accademia Internazionale di Organo e Musica Antica Saint-Maximin-la-Sainte-Baume, e l'Accademia di Musica Antica di Villecroze. A questo proposito, la qualità e il numero significativo di suonatori di clavicembalo che sostengono il suo insegnamento parla da sé, come Christophe Rousset, Olivier Baumont, Jory Vinikour, Noëlle Spieth, Sébastien Guillot. Ha fatto parte della giuria del Concorso Internazionale di Parigi di clavicembalo.

## Onorificenze
Elevata al rango di Ufficiale dell'Ordine Nazionale del Merito nel 1973.
Premio del Presidente della Repubblica de l'Académie Charles-Cros nel 1985.
I suoi numerosi concerti, conferenze e registrazioni le hanno permesso di lavorare con molte personalità musicali: Eduard Melkus, Christian Lardé, Luciano Sgrizzi, Luigi Ferdinando Tagliavini, Pierre Boulez, Paul Kuentz, Bruno Amaducci, Andras Adorjan, Lionel Rogg, Karl Scheit, Gerald Sonneck, Alfred Planyavsky, Hans Jürg Lange, Jean-Pierre Rampal, etc.

## Discografia

### Johann Sebastian Bach
- Concerti BWV 1060-1065 per 2, 3 e 4 cembali e archi, con la Lugano Radio Orchestra diretta da Bruno Amaducci, Luciano Sgrizzi, Luigi Ferdinando Tagliavini e Yannick Le Gaillard. Pubblicato nel 2005 come CD audio con il riferimento ASIN: B00007FP6S
- 6 suite inglesi, BWV 806-811. Registrato a Parigi nel 1972 su un clavicembalo costruito da Jean-Henri Hemsch nel 1755/56, restaurato nel 1971 da Claude Mercier-Ythier. Pubblicato nel 1974 da Archiv Produktion in tre LP con il riferimento 2533 164/166 (esaurito). Ristampato nel 1989 come album di 2 CD da Archiv Produktion (Galleria) 427 146-2 (esaurito)
- 6 suite francesi, BWV 812-817; Capriccio B-dur BWV 992. Registrato a Parigi nel 1972 su un clavicembalo costruito da Jean-Henri Hemsch nel 1754, restaurato nel 1971 da Claude Mercier-Ythier. Ristampato nel 1989 come album di 2 CD da Archiv Produktion (Galleria) 427 149-2 (esaurito)
- 6 sonate per violino e cembalo obbligatorio, BWV 1014-1019, con Eduard Melkus al violino. Registrato a Parigi nel 1973 e nel 1974 su un clavicembalo Jean Bas, restaurato da Claude Mercier-Ythier. Pubblicato come due LP 33 giri da Archiv Produktion nel 1975 con il riferimento 2708 032 (esaurito). Questa registrazione è stata nuovamente pubblicata su CD da ADES S.A.
- Estratti da brani per clavicembalo solo: Ouverture BWV 831 in si minore, Preludio, fuga e allegro BWV 998 in mi bemolle maggiore, Clavier übung libro 3, BWV 802-805, invenzioni a due voci. Registrato a Parigi nel 1985 e 1986 su un clavicembalo Hemsch di Claude Mercier-Ythier. Pubblicato come CD audio nel 1986 da Denon con il riferimento 33CO-1153
- Estratti da brani per cembalo solo: Fantasia cromatica e fuga BWV 903 in re minore, Concerto italiano BWV 971 in fa maggiore, Fantasia e fuga BWV 906 in do minore, Preludio e fuga BWV 894 in la minore. Pubblicato come CD audio il 30 agosto 1993 da Denon con il riferimento ASIN: B0000034MG
- Clavicembalo ben temperato - volumi 1 e 2. Pubblicato come cofanetto da 2 CD nel 1993 e 1997 da Denon (esaurito), poi da Abeille musique nel 1998 con il riferimento ASIN: B0000034QE
- Variazioni Goldberg, BWV 988. Registrato a Parigi nel 1988 su un clavicembalo Jean-Henri Hemsch 1754, restaurato nel 1971 da Claude Mercier-Ythier. Denon CO-73677 (esaurito)

### Carl Philipp Emanuel Bach
- Sonate per tastiera e violino obbligato, con Eduard Melkus (violino): Fantasia Fa# minore, Wq.80, H. 536 (16'12), Sonata in Si minore, Wq.76, H. 512, Allegro moderato (6'57), Poco andante (4'38), Allegretto Siciliano (4'58); Sonata in do minore, Wq. 78, H. 514, Allegro moderato (6'28), Adagio ma non troppo (6'32), Presto (4'12). La fantasia è eseguita su un fortepiano Neupert della Fondazione Treilles de Villecroze, le sonate sono eseguite su un clavicembalo Hemsch di Claude Mercier-Ythier. Registrato a Parigi nel 1987, pubblicato come CD audio nel 1988 in formato DDD da Denon con il riferimento CO-72434 (esaurito)
- Concerto per flauto e orchestra in re maggiore, con Jean-Pierre Rampal, flauto, e un'orchestra da camera diretta da Pierre Boulez. Pubblicato come CD audio da Abeille Musique nel 2004 con il riferimento ACD8746 - 0047163874628.
- 4 Sonate per flauto e cembalo, con Andreas Adorjan (flauto). Pubblicato nel 1993 da Denon.

### Wilhelm Friedemann Bach
- 9 fantasie per tastiera. Pubblicato come CD audio nel 1993 da Denon con il riferimento ASIN: B00008EZP8

### Béla Bartók
- Microcosmos (estratti): volumi da 3 a 6. Nota dell'editore: Chiunque ricordi alcune delle opere sconvolgenti che Bartok ha scritto per il pianoforte sarà stupito che Microcosmos possa essere stato registrato per il clavicembalo! Eppure è stato lo stesso Bartok, nella sua nota introduttiva, a indicare la possibilità di una tale trascrizione. Il risultato è miracoloso. Pubblicato nel 2004 nella raccolta Curiosita sotto forma di CD da Harmonia mundi con il riferimento ASIN: B00015OOH4

### Heinrich Ignaz Franz Biber
- 15 Sonaten über die Mysterien des Rosenkranzes für Violine und Basso continuo [Sonatas du Rosaires], con Eduard Melkus, violino, Huguette Dreyfus, clavicembalo, Lionel Rogg, organo, Karl Scheit, liuto, Gerald Sonneck, violoncello barocco e viola da gamba, Alfred Planyavsky, violone, Hans Jürg Lange, fagotto barocco. Registrato a Vienna nel 1967 su un clavicembalo da Kurt Wittmayer. Pubblicato come due LP 33 giri da Archiv Produktion nel 1967 con il riferimento 2708 012 (esaurito). Deutsche Grammophon, nella Codex Collection, ha ristampato questa registrazione come cofanetto di 2 CD nel 1997 (esaurito).

### François Couperin
- Brani per clavicembalo (estratti): undicesimo ordine, tredicesimo ordine. Registrato in Giappone nel 1981 su un clavicembalo di William Dowd. Pubblicato come CD audio nel 1983 da Denon con il riferimento 38C37-7070
- Brani per clavicembalo (estratti): settimo ordine, ottavo ordine. Registrato alla chiesa di Saint-Jean, Parigi nel 1986 su un clavicembalo Jacques Goerman 18C-C. Mercier-Ythier. Pubblicato come CD audio nel 1987 da DENON/Nippon Columbia, Giappone con il riferimento 33CO-1719

### Joseph Haydn
- Concerto pour clavecin en sol majeur avec l'Orchestre Paul Kuentz. Enregistré en 2001 et publié en 2005 sous la forme d'un CD audio par Pierre Verany, sous la référence ASIN : B00005KAZW

### Wolfgang Amadeus Mozart
- Fantasie KV 397, Sonata KV 331, Fantasie KV 475, Sonata KV 457, registrata al pianoforte. Pubblicato come CD audio nel 1993 da Denon con il riferimento ASIN: B0000034VN
- Sonate per fortepiano, volumi 1 e 2. Pubblicato in 2 CD nel 1993 da Denon (esaurito).

### Jean-Philippe Rameau
- Primo libro per clavicembalo (estratti): suite in mi minore, re maggiore, la maggiore, sol maggiore e La Dauphine. Pubblicato come CD audio nel 1962 da Valois con il riferimento MB 419/21
- Pezzi di clavicembalo in Concerti, Christian Lardé (flauto), Jean Lamy (viola bassa), pubblicato nel 1983 (data da verificare) sotto forma di CD audio di Valois con il riferimento MB 968.

### Domenico Scarlatti
- Sonate per clavicembalo. Non sappiamo nulla di questa registrazione se non che è stata ripubblicata come CD da ADES S.A.

## Récital
- Michel Blavet, Christoph Willibald Gluck, Joseph Haydn, Jean-Marie Leclair, Giovanni Pergolesi, con Christian Lardé (flauto), l'orchestra Paul Kuentz e Jean-Marie Gabard (violoncello). Pubblicato come CD audio nel 1996 da Pierre Verany con il riferimento ASIN: B000003VHB